# Liste der portugiesischen Botschafter in Fidschi
Die Liste der portugiesischen Botschafter in Fidschi listet die Botschafter der Republik Portugal in Fidschi auf. Die beiden Staaten unterhalten seit 1977 direkte diplomatische Beziehungen.
Portugal richtete danach keine eigene Botschaft auf den Fidschi-Inseln ein, der portugiesische Botschafter in Australien ist auch für Fidschi zuständig und doppelakkreditiert sich dazu in der fidschianischen Hauptstadt Suva (Stand 2019). Der erste portugiesische Botschafter akkreditierte sich dort 1993.

## Missionschefs
| Name                               | Bild    | Amtszeit                           | Anmerkungen                                                              |
| Fidschi                            | Fidschi | Fidschi                            | Fidschi                                                                  |
| ---------------------------------- | ------- | ---------------------------------- | ------------------------------------------------------------------------ |
| Rui Manuel Pereira Goulart D’Ávila |         | 28. Februar 1993 –21. Februar 1996 | Botschafter mit Amtssitz Canberra, am 22. Juli 1993 in Suva akkreditiert |
| Zózimo Justo da Silva              |         | 1. Juli 1996 –31. Januar 2001      | Botschafter mit Amtssitz Canberra                                        |
| José Ernest Henzler Vieira Branco  |         | 12. Februar 2001 –26. Januar 2005  | Botschafter mit Amtssitz Canberra                                        |
| António Augusto Jorge Mendes       |         | 15. Januar 2005 –25. April 2010    | Botschafter mit Amtssitz Canberra                                        |
| Rui Quartin Santos                 |         | 2. Mai 2010 – 2. Dezember 2012     | Botschafter mit Amtssitz Canberra                                        |
| Paulo Jorge Sousa da Cunha Alves   |         | 14. Juni 2013 –7. August 2018      | Botschafter mit Amtssitz Canberra                                        |
| Pedro da Vinha Rodrigues da Silva  |         | seit 26. Oktober 2018              | Botschafter mit Amtssitz Canberra                                        |